# アイゼンハワージャケット

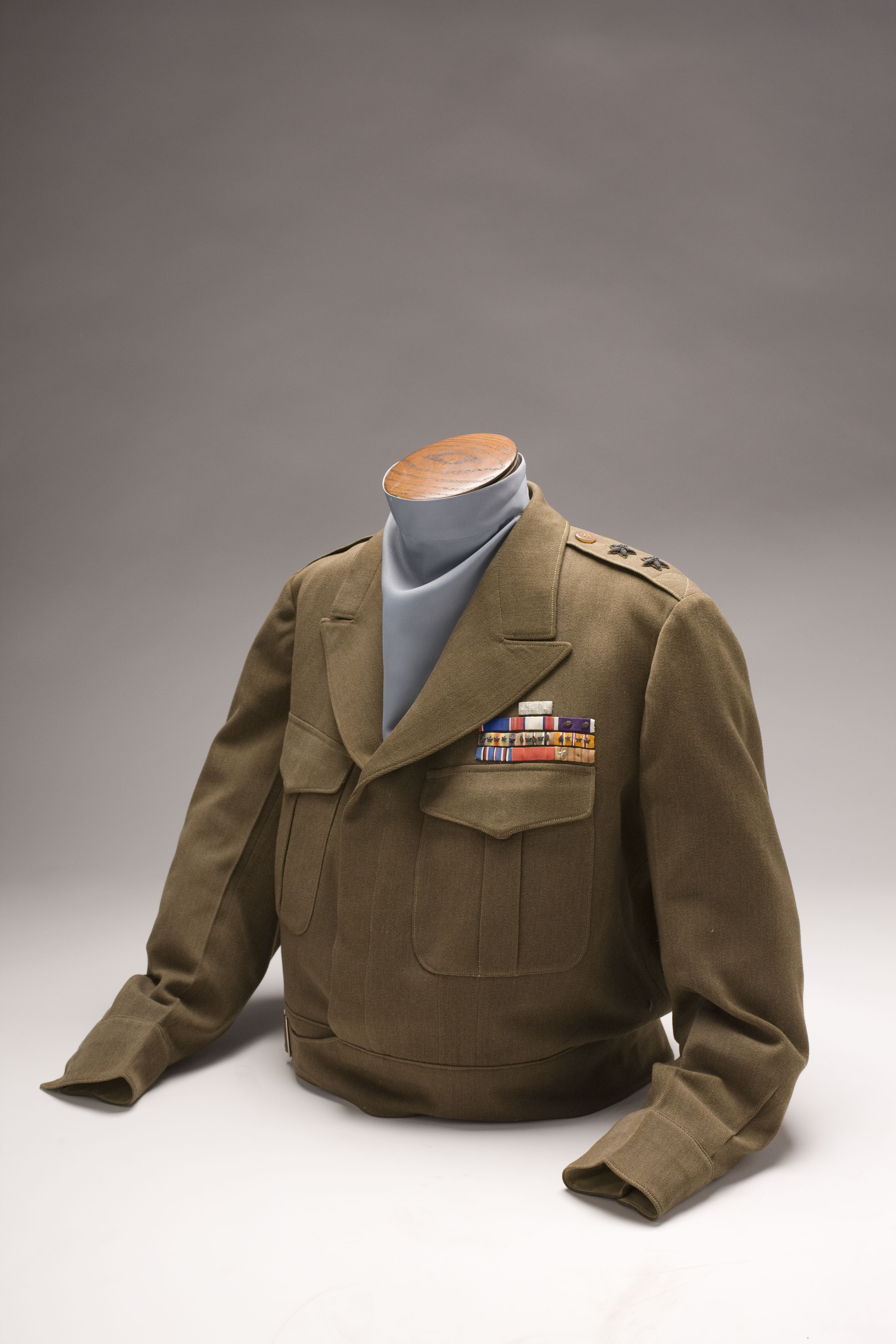
アイゼンハワージャケット。ウィリアム・ドノバン少将が着用していたもの

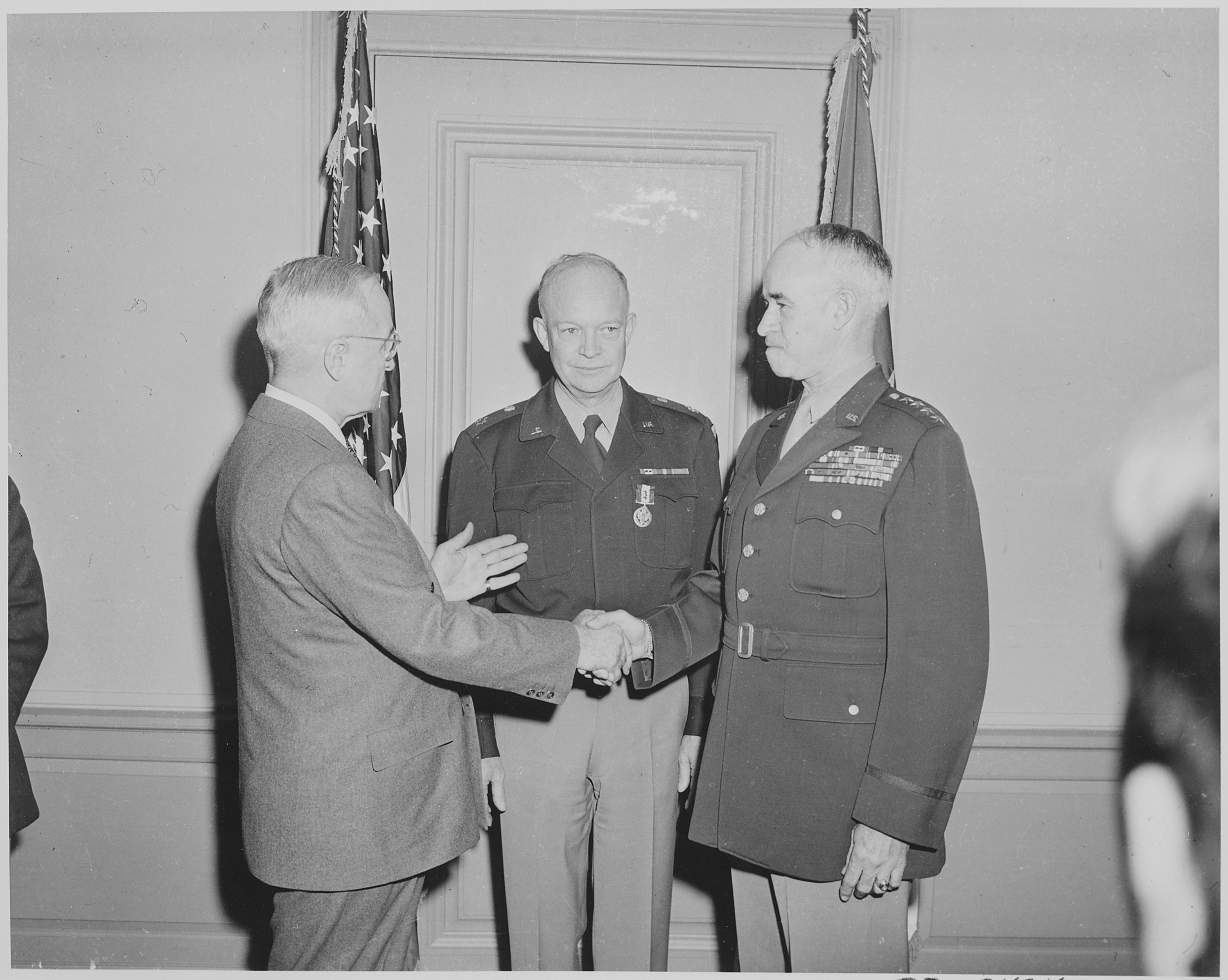
陸軍参謀総長職の引き継ぎを行うアイゼンハワー将軍（中央）、ブラッドレー将軍（右）、トルーマン大統領（左）。アイゼンハワーはアイゼンハワージャケットを、ブラッドレーは従来型のジャケットを着用している

アイゼンハワージャケット（Eisenhower jacket）、あるいはアイクジャケット（"Ike" jacket）は、アメリカ合衆国で軍服として考案されたジャケットである。第二次世界大戦中、ヨーロッパ作戦戦域および連合国遠征軍最高司令部で司令官を務めたドワイト・D・"アイク"・アイゼンハワー将軍の提案に従ってデザインされ、彼自身も愛用したことからこのように呼ばれる。正式にはOD色ウール製フィールドジャケット（Jacket, Field, Wool, O.D.）、あるいは採用年からM1944フィールドジャケット（M-1944 field jacket）などと呼ばれた。イギリス軍の戦闘服をモデルに設計された。
アメリカ海兵隊では、類似のジャケットをアレクサンダー・ヴァンデグリフト将軍に因んでヴァンデグリフトジャケット（Vandegrift Jacket）とも通称した。
戦後、アイゼンハワージャケットは陸軍以外の軍種、あるいは警察や郵便局などの公機関、民間企業でも制服として採用され、現在でも官民を問わずに広く着用されている。
一般には「腰と袖口がフィットするように絞られた丈の短いジャケット」を指してこの語が使われる。

## 歴史

### 背景
第一次世界大戦後のアメリカ陸軍は、財政上の理由から従来のドレスユニフォーム（Dress uniform, 礼装）に代わり、戦地・営内共用の制服としてOD色ウール製のサービスユニフォーム（Service uniform, 勤務服）を採用した。しかし、礼装としての役割も兼ねていたため、着用すると身体が動かしづらく、必ずしも戦闘に適した軍服ではなかった。また、1940年以前のアメリカでは専ら防衛戦争のみが想定されていたため、国外の気候・環境において着用することも想定されていなかった。その結果、第二次世界大戦勃発の時点で、礼装でも野戦服でもないサービスユニフォームは中途半端で実戦に適さない問題のある装備と見なされ、各種軍装の開発が新たに進められることとなった。
1941年、ウールサージ製サービスコート（Service coat）の野戦時の代替品として、民生用ウインドブレーカーを参考に設計されたM1941フィールドジャケットが採用された。しかし、演習や北アフリカ戦線での実戦を通じて、依然として身体が動かしづらく、防寒性も不十分で、耐久性も低く、日常的な手入れ・洗濯が困難など、様々な問題が指摘されたため、1943年初頭までには新たな野戦服を早急に設計する必要が生じた。これに対し、ヨーロッパ作戦戦域（ETO）の高官らはサービスコートと同様に戦地・営内共用の制服というコンセプトを支持する一方、陸軍需品科では勤務服から完全に分割された野戦服というコンセプトを支持していた。ETO側ではイギリス軍の戦闘服（Battledress）のような粗いウール生地の短ジャケットであれば、戦地・営内どちらでの着用にも適し、十分動きやすく、現行のジャケットより暖かい上、洗濯も容易であるとした。陸軍需品科では各兵科の要望に応じた多数の野戦服を設計したものの、軍装品の品目が増えすぎたために調達および供給が滞りつつあり、1942年秋までには全兵科・全環境対応の汎用野戦服の開発が模索され始めていた。同年9月から開始されたプロジェクトは、翌1943年8月のM1943フィールドジャケット採用につながった。

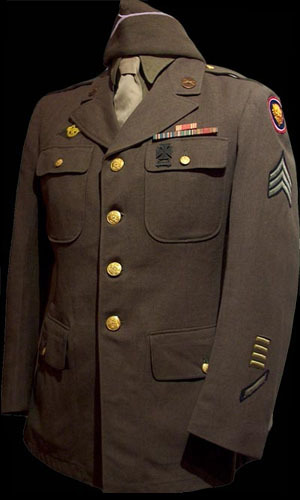
サービスユニフォーム
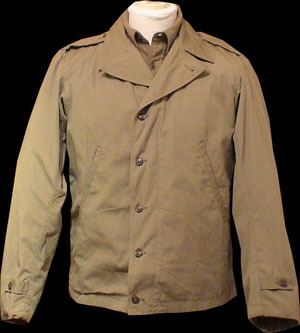
M1941ジャケット
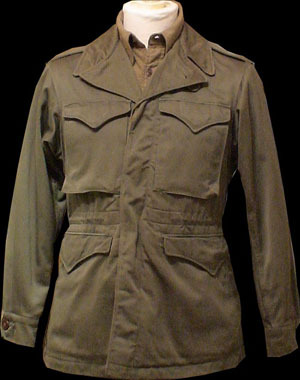
M1943ジャケット

### ETOジャケット

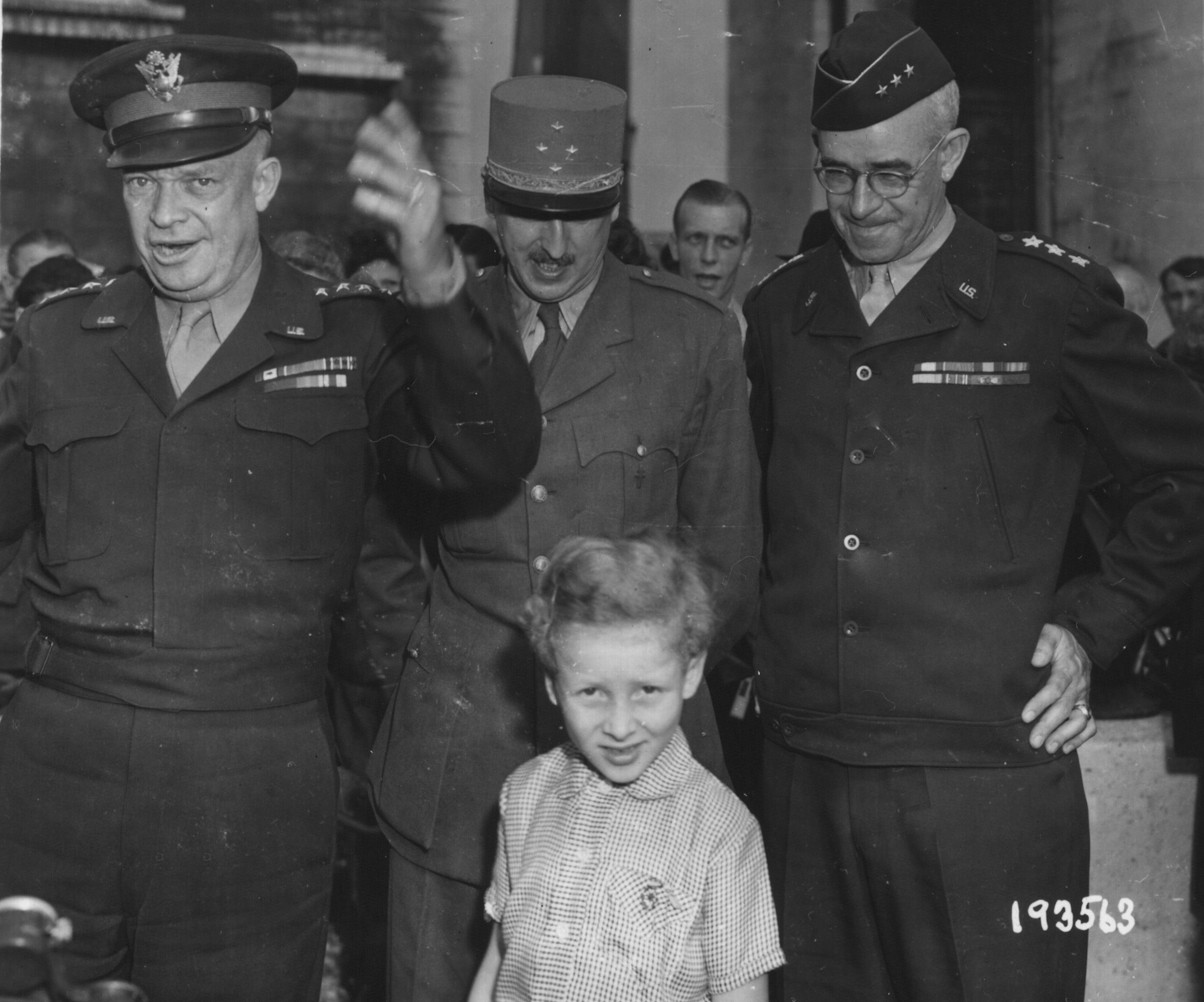
左からアイゼンハワー、ケーニグ、ブラッドレーの3将軍。ブラッドレーはETOジャケットを着用しており、アイゼンハワージャケットと比べるとボタンやポケット、襟、腰を絞るためのバックルなどの形状に差異が見られる

需品科が汎用野戦服の開発に集中していたため、ETOでは1942年10月から独自にウール製ジャケットの試験目的での調達を開始した。12月にはアイゼンハワーがイングランドの企業からジャケット30万着を調達することを許可した。こうして調達されたジャケットは一般にETOジャケット（ETO Jacket）の通称で知られた。
1943年2月、航空輸送司令部は需品科に対し、飛行要員および非飛行要員の被服機能要件の調査を求めた。5月15日、需品科から航空輸送司令部に宛ててウール製短ジャケットの採用を推奨する報告が行われた。
需品科の見解を取り入れた改良の末、最初に調達されたETOジャケットはM1941ジャケットに近いデザインだった。1943年7月からイングランドに駐留する第8空軍および第29歩兵師団にて試験運用が行われ、9月にはよりイギリス製戦闘服に近い形状に再設計されたものが正式に採用された。
将校用ETOジャケットはアイゼンハワーが推奨したこともあり、ヨーロッパ作戦戦域の高官や幕僚によって広く着用されていた。また、高級将校の多くはオーダーメイドのジャケットを自費で購入していたため、高級な布地が用いられたものや、各々の好みに応じた細部の改造が加えられたものもあった。
なお、航空軍では1944年3月14日に下士官兵用軽飛行服（Enlisted Man's Light Flying Jacket, B-14)としてウール製短ジャケットが採用されている。

### アイゼンハワーによるジャケットの考案

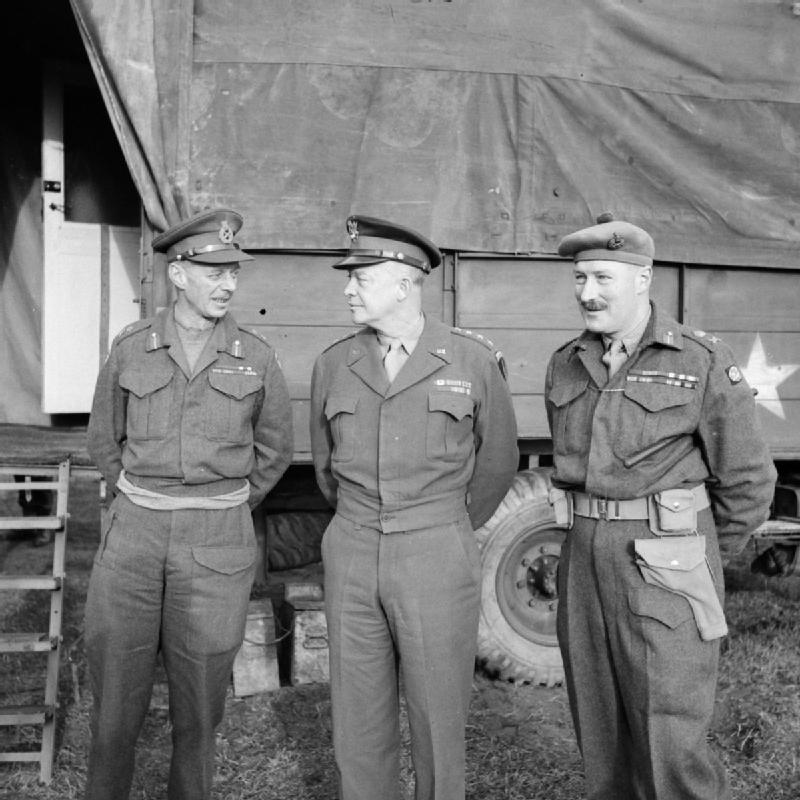
英陸軍高官らと会話するアイゼンハワー（中央）。アイゼンハワーはアイゼンハワージャケットを、英将校らはその原型でもある戦闘服を着用している

アイゼンハワーは中佐としてフォート・ルイスに勤務していた1940年にもサービスコートの問題を指摘しており、酒保（PX）付の仕立屋だったジョセフ・ローム（Joseph Rome）に依頼し、標準的なOD色ウールサージ製サービスコートを切り詰める改造を行わせている。開戦後の1942年には将軍の1人としてヨーロッパ戦線での指揮を執ることとなったが、彼は「醜く機能性でも劣る軍服が士気低迷の根源である」と信じていた。アイゼンハワーやETO高官らが示したこの信念のもと、M1943ジャケットの調達は制限され、支給も落下傘兵向けなど一部に留まっていた。
1943年3月、アイゼンハワーは専属仕立屋のマイケル・ポップ軍曹（Michael Popp）に対し、より身体にフィットして、短く、スマートに見えるようにジャケットを改造して欲しいと依頼した。ポップはイギリス製戦闘服を参考にデザインを行った。腰丈まで短くし、裾は広がらず腰にフィットするように絞られていたほか、襟と肩章の形状も変更されていた。ポケットや腰の絞りの形状が異なるものが何種類か仕立てられており、それらはアイゼンハワー自身が愛用したほか、彼が率いる幕僚たちにも支給されていた。
1943年5月5日、アイゼンハワーはジョージ・マーシャル陸軍参謀総長に宛てた書簡の中で、「より短く、スマートに見える（shorter, smarter-looking）」ようなサービスジャケットをヨーロッパ戦線向けに採用するように求めた。1944年5月には新たなジャケットが採用されたものの、新型ジャケットが制式装備、従来のサービスコートが準制式装備と位置づけられるのは11月2日になってからだった。デザインはポップが1943年に手掛けたものとよく似ており、大まかには後期パターンのETOジャケットと航空軍軽飛行服の特徴を掛け合わせたものだった。
アイゼンハワージャケットは、OD色ウール製で、コンバーチブルカラーを備え、肩パッドは洗濯可能なものだった。兵下士官用のものは内側の胸ポケットがあった。装備品や草木などが絡まないようにフライフロント仕立てで、蓋付きポケットのボタンも同様に隠されていた。腰ポケットがなくなったため、下士官兵用の軍服としてはおよそ50年ぶりに2つの内ポケットが設けられた。袖口にはシャツと同形式の調節可能な絞りがあり、また腰にも絞りを調整するためのバックルが設けられていた。将校用はレーヨン製裏地を備える以外は下士官兵用と同様だった。ただし、高級将校の中にはアイゼンハワージャケットとは別に、各々で類似の改造を施して短ジャケット風に仕立てたオーダーメイドの制服を着用する者も多かった。
1944年春の時点で、需品科は航空軍の軽飛行服やETOジャケットの改良など、4つの主要な野戦服関連のプロジェクトを進めていたが、最優先されていたのはM1943ジャケットを軸とした野戦服一式を構築することであった。そのため、需品科とETOでアイゼンハワージャケットの扱いに差が生じていた。需品科側では、M1943制服一式を着用する際、防寒具としてM1943ジャケットの下に着用することを想定していた一方、ETO側では従来のサービスコートの代用品と位置づけており、M1943ジャケットを用いずに単独の野戦服として着用することを想定していた。また、袖が広く、背面にプリーツが設けられていたのは、セーターなどの上に重ね着することを想定していたためである。結局、サービスコートが準制式装備と位置づけられたため、実際にはアイゼンハワージャケットのみを準礼装（semidress）の一部として着用する者の方が多かった。従来のETOジャケットはアイゼンハワージャケットによって更新され、1945年までに生産が終了した。
1944年9月には50万着分のアイゼンハワージャケットの出荷準備が整ったものの、ETOからの需要に対しては不十分で、10月には不足を補うべく北極用フィールドジャケットやM1943ジャケット、あるいはサービスコートなど、雑多な上着が出荷されることになった。生産の遅れと混乱のため、1945年1月末までにETOが受領したアイゼンハワージャケットは130万着ほどで、当初予定された420万着からは程遠かった。軍装の混乱を避けるため、多くの部隊ではVEデイまでアイゼンハワージャケットの調達数を制限していたので、第二次世界大戦中に後方での勤務服以外として用いられた例は極めて少ない。ただし、ETOから引き上げた兵士に対してはアメリカ本土でも着用が認められていたほか、第3軍では試験目的で少数が支給された。
1945年6月2日には勤務服としての改良が行われたモデルが採用された。このモデルは全体的に膨らみが抑えられやや細身で、ボタンの位置などが変更されていた。1945年7月27日から調達が始まった。1946年春頃にも改良が行われた。ただし、戦時中の在庫が大量に残されていたため、新規調達は比較的少数に留まった。

### 第二次世界大戦後

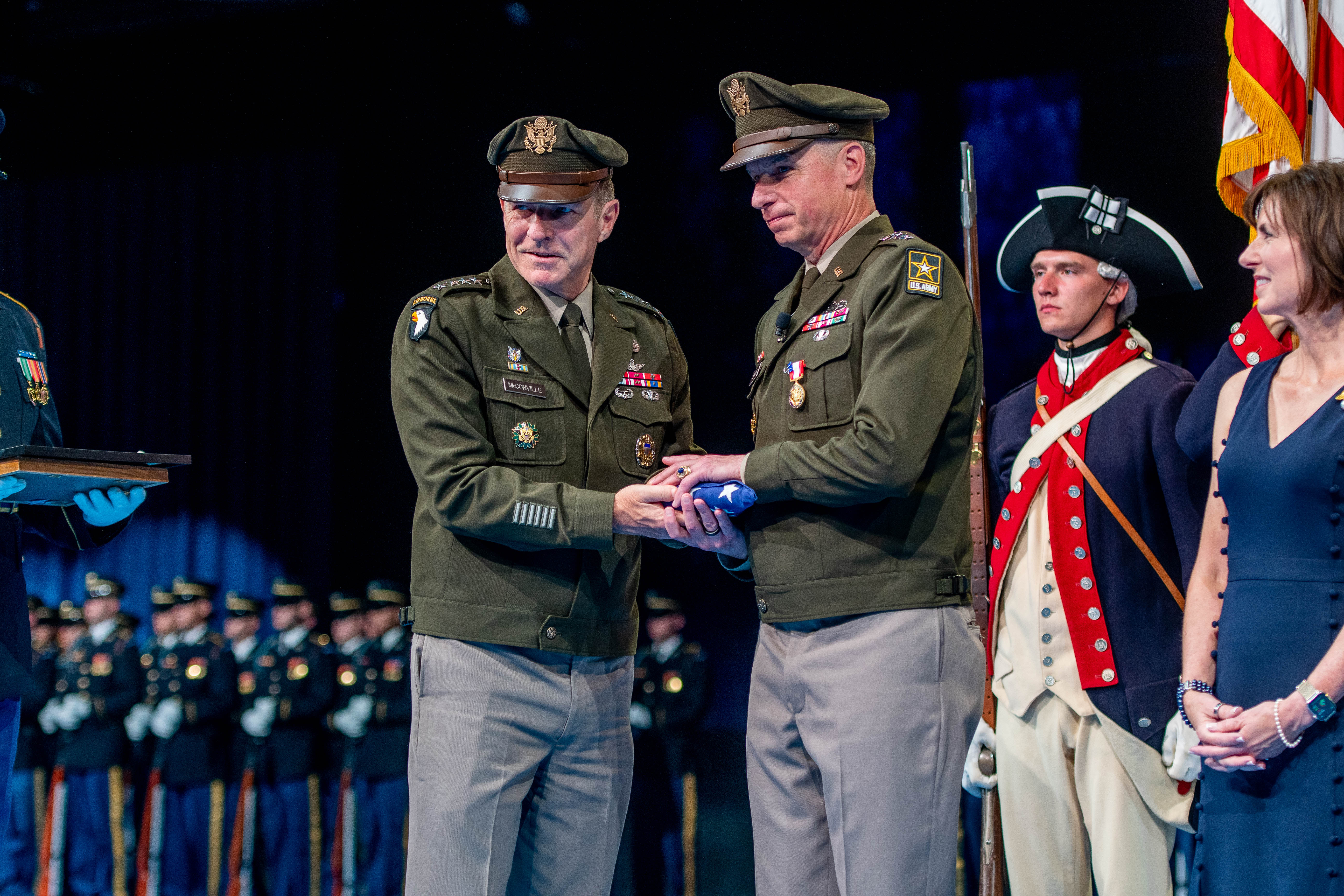
マーティン陸軍副参謀総長（右）の退任式典。マーティンとマコンビル陸軍参謀総長（左）は共にアーミー・グリーンのオプション品として採用されたアイゼンハワージャケットを着用している（2022年7月）

終戦後のアメリカにおいて、OD色のアイゼンハワージャケットは人々が求める「規律ある軍隊」のイメージにそぐわないものと捉えられた。多くの兵士が下にセーターなどを着用しなかったために「ぶかぶかでだらしない」といった印象があったほか、当時は平服の不足から復員兵が私服代わりに軍服の着用を続けることが認められており、彼らがアイゼンハワージャケットを作業服に転用して日常的に用いたことも軍服たる威厳が損なわれる原因となった。また、野戦を想定した迷彩色だったOD色も、平時においては「単に汚らしい色」と見なされた。
1946年3月、陸軍参謀総長を務めていたアイゼンハワーは品目が増えすぎていた軍装品の整理を行わせるための通達を出した。これによって従来のOD色冬用野戦服を標準的な野戦服兼勤務服と新たに位置づけ、将校も兵卒と同様のものを着用することとされた。また、新たな青いドレスユニフォームも全将兵に着用が認められることとされ、同時にアイゼンハワージャケットは新制服が採用されるまでは準礼装時のジャケットとして臨時に着用が認められることとなった。1948年にはコストなどの問題から青いドレスユニフォームの調達が断念され、その後もデザインが難航したため、結局新制服がアーミーグリーンユニフォーム（Army Green Uniform）として採用されたのは1954年9月2日になってからだった。アーミーグリーンユニフォームは1956年9月から需品科での取扱が始まり、移行期間を経て、1961年9月からは必須装備品となった。
最後に採用されたモデルはM1950ウールジャケットとして知られる。1950年、M1943ジャケットを元にボタン式の防寒用ライナーが設けられたM1950フィールドジャケットが開発されたため、「M1943ジャケットの下に着用する防寒具」という役割が不要となり、アイゼンハワージャケットは野戦を想定しない勤務服として再設計された。シルエットは大きく変わらなかったものの、袖口の絞りは無くなり、襟を閉じる留め具や腰の絞りを調整するベルトも廃止されるなど、制服としての見栄えを重視した変更が加えられていた。
アメリカ空軍では青色のアイゼンハワージャケットが採用されており、1947年から1964年まで使用された。
アメリカ合衆国郵政省では、1953年7月にジッパー式のアイゼンハワージャケットを郵便配達員の制服として採用した。
2015年夏、アメリカ陸軍は被服規定の変更に関する調査を実施した。この中で必須装備品外のオプション品としてのアイゼンハワージャケットの導入が支持されたため、同年11月からは従来使用されてきた黒いウインドブレーカーに加えてアイゼンハワージャケットの着用も認められることとなった。
2018年、アメリカ陸軍は第二次世界大戦頃に使われたピンク・アンド・グリーンのパターンを踏襲した新たな勤務服、アーミー・グリーンの採用を発表した。この新制服においても、アイゼンハワージャケットは引き続きオプション品としての購入/着用が認められた。
中華民国国軍（台湾軍）でも、アイゼンハワージャケットが採用された。2016年、軍部隊視察を終えた蔡英文総統は、各種軍服および個人装備品の改善を3年以内に実施するように国防部に要求した。2017年、国防部長馮世寛は、改善の一環としてアイゼンハワージャッケットを採用し、同年12月から2018年12月1日までに導入を完了する方針を発表した。これは軍人時代に馮自身がアメリカ兵らのジャケットを目にして憧れを抱いていたことによる方針とも言われている。ジャケットの色は、陸軍が緑、海軍が黒、空軍が藍、陸戦隊がオリーブグリーンとされた。馮の後任である厳徳発の元でも方針は維持されたが、2017年冬に支給された新しいジャケットはポケットの欠如や防寒性の低さなどが酷評され、試験運用が終了した2018年3月の時点では各軍司令部に勤務する一部の高級将校以外は着用していなかった。また、警察でも長らく採用されていたが、2017年頃に廃止されている。
アイゼンハワー自身が愛用したジャケットの1つがカンザス歴史博物館に展示されている。

## ヴァンデグリフトジャケット

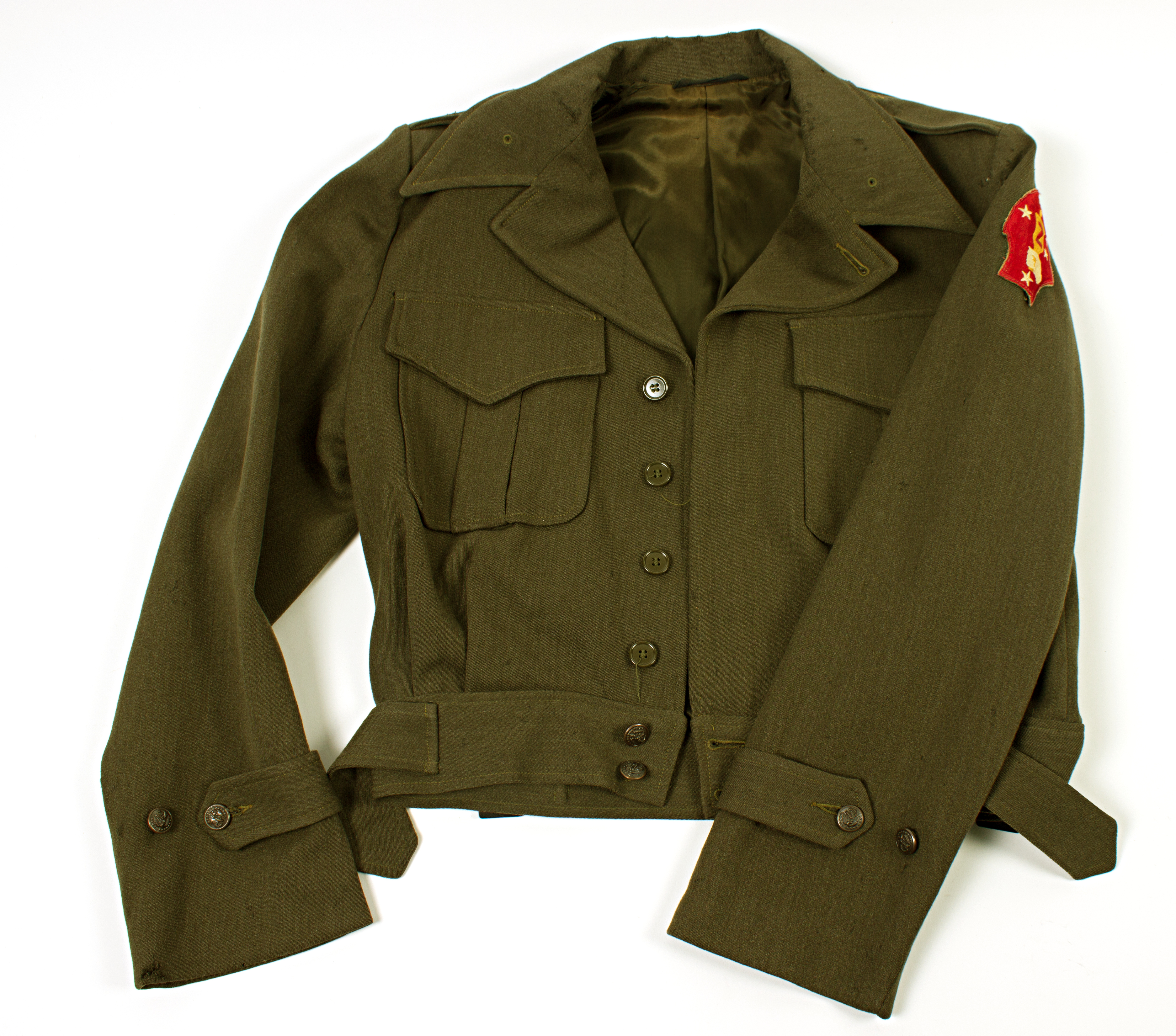
ヴァンデグリフトジャケット

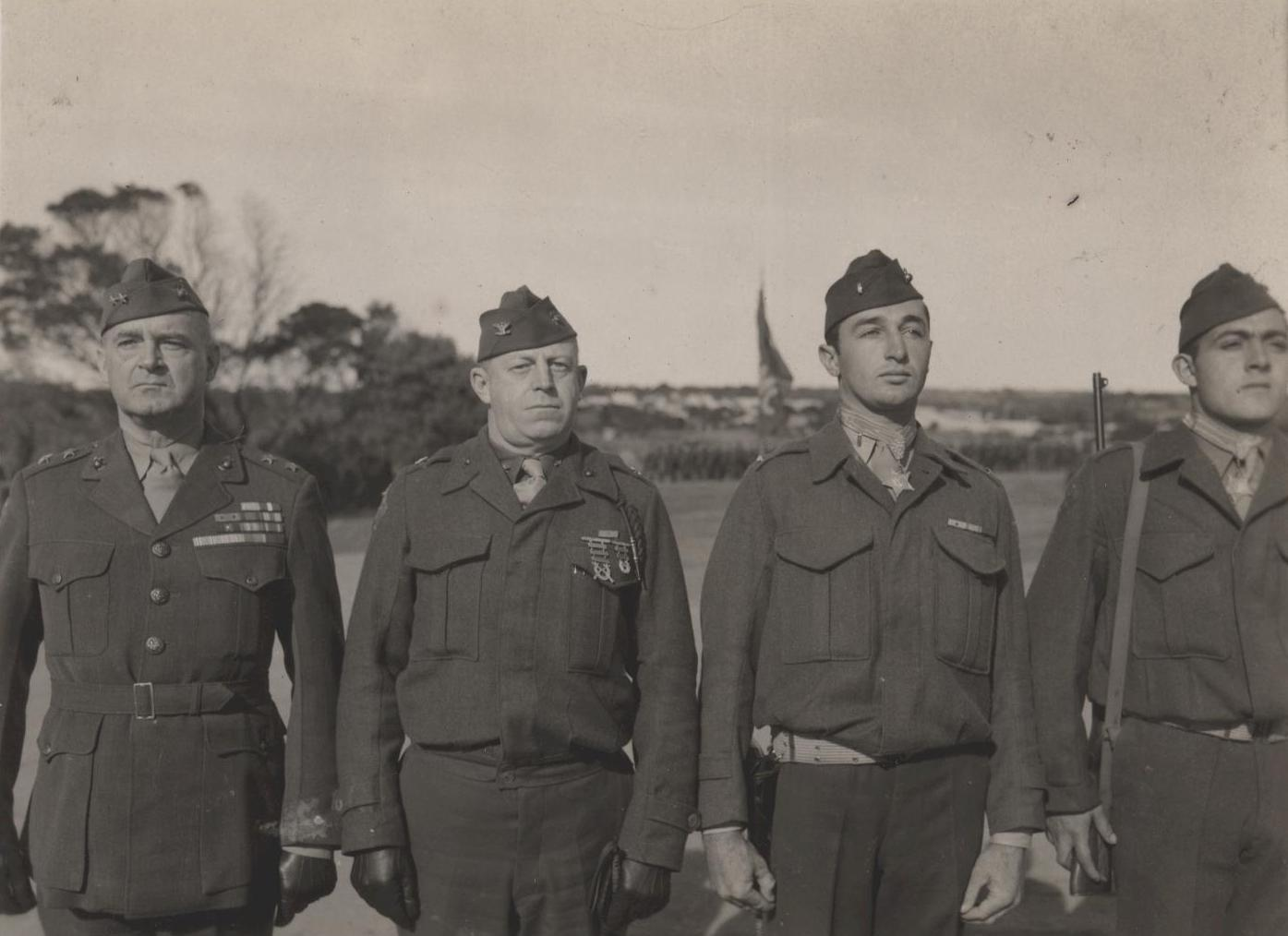
オーストラリアで催された第1海兵師団の名誉勲章授与式典（1943年5月21日）。左からヴァンデグリフト少将、エドソン大佐、ペイジ軍曹、バジロン軍曹。エドソン、ペイジ、バジロンの3人はイギリス式の戦闘服を着用している

1943年初頭、ガダルカナル島攻略を終えたアメリカ海兵隊第1海兵師団は、休養のためオーストラリアのメルボルンへと移動した。そして秋が近づくにつれて海兵隊員用のコートなど冬季用装備の不足が問題になり始めた頃、多くのオーストラリア兵がサハラ方面へと派遣されたため余剰品として残されていたオーストラリア軍の戦闘服が代用品として大量に調達されたのである。これはアイゼンハワージャケットのモデルでもあるイギリス製1937年式戦闘服とほぼ同型で、海兵隊員らは師団長アレクサンダー・ヴァンデグリフト将軍の名を取ってヴァンデグリフトジャケット（Vandegrift Jacket）と通称したが、後には陸軍と同様にアイゼンハワージャケットやアイクジャケットとも呼ばれた。着用時には冬用コートの規則に従って徽章等が取り付けられた。1944年5月、海兵隊総司令官からオーストラリア製ジャケットを原型としたウール製短ジャケットを将校向け冬用コートとして正式に採用する方針が発表される。兵下士官用にも翌年10月に採用する予定とされたが、多くの兵士はそれを待たずに各自でサービスコートを切り詰める改造を施したり、毛布を利用してジャケットを作るなどした。少なくとも1人の海兵隊員は、捕虜となった日本軍将校の制服を改造したジャケットを着用していた。将校には同年12月のうちに短ジャケットの着用が認められたが、兵下士官に対し認められたのは1945年8月21日になってからだった。改良を重ねつつ長らく使用されていたが、1968年に廃止が宣言され、以後は通常のサービスコートが着用されるようになった。